# جمال کدو
جمال کدو (انگلیسی: Djamel Keddou; ۳۰ ژانویهٔ ۱۹۵۲ – ۱۶ نوامبر ۲۰۱۱) بازیکن و مربی فوتبال اهل الجزایر بود.
از باشگاه‌هایی که در آن بازی کرده‌است می‌توان به باشگاه فوتبال اتحاد الجزایر اشاره کرد.
وی همچنین در تیم ملی فوتبال الجزایر بازی کرده‌است.
وی در مسابقات کشوری و بین‌المللی در مجموع برندهٔ ۱ مدال طلا شده‌است.